# Хотел „Радмиловац” (Винча)
Хотел „Радмиловац” налази се уз Смедеревски пут у Винчи, на само 8 колометара од Београда.

## Историјат
Инспирисани плантажама воћа и винограда Огледног добра Радмиловац, 1989. године, Пера и Недељка Павловић отворили су хотел - ресторан „Радмиловац”. Хотел располаже са 20 соба, неколико просторија за свечаности и венчања, рестораном, баштом и паркинг простором за 120 аутомобила.

## Занимљивости
У хотел-ресторан „Радмиловац” долазили су да се одморе и уживају власник Формуле 1 Берни Еклстон, холивудска звезда Арманд Асанте, највећа имена Бољшоег театра. При повратку у Србију, принц Томислав Карађорђевић је првих месец дана провео у овом хотелу. Богат јеловник и пријатна околина надомак Дунава, постали су занимљива дестинација академика, писаца, боема, бизнисмена, политичара, спортиста: Добрица Ћосић, Владимир Цветковић, Момо Капор, Драган Џајић, Драган Кићановић, Здравко Чолић...